# 青木原树海 (电影)
《青木原树海》（英語：The Sea of Trees）是一部2015年的美国剧情电影，由葛斯·范·桑执导，由马修·麦康纳、渡邊謙和妮奥米·瓦兹主演。该片讲述了一个美国男人试图到日本的“自杀森林”自杀的故事。它被选入2015年戛纳电影节的主竞赛单元，但上映后受到了许多批评，甚至引起影评人观众当堂的嘘声和嘲笑。